# S/2004 S 26
S/2004 S 26, або Saturn LVIII — найвіддаленіший природний супутник Сатурна. Належить до Скандинавської групи. Про його відкриття було оголошено Скоттом С. Шеппардом, Девідом К. Джуіттом та Дженом Кліною 7 жовтня 2019 року за спостереженнями, зробленими між 12 грудня 2004 року та 21 березня 2007 року
S/2004 S 26 має діаметр близько 4 кілометрів і обертається навколо Сатурна на середній відстані 0,178 АО за 1627,18 днів, з нахилом орбіти 171°, в ретроградному напрямку та з ексцентриситетом 0,165.